# Austrophorocera laetifica
Austrophorocera laetifica là một loài ruồi trong họ Tachinidae.